# Eric Clapton/Diskografie
Diese Diskografie ist eine Übersicht über die musikalischen Werke des britischen Musikers Eric Clapton (* 1945). Den Quellenangaben zufolge hat er mehr als 280 Millionen Tonträger verkauft, davon alleine in seiner Heimat über 8,5 Millionen, damit zählt er zu den Interpreten mit den meisten verkauften Tonträgern weltweit. Seine erfolgreichste Veröffentlichung ist das Album Unplugged mit mehr als 26 Millionen verkauften Einheiten.
Die Alben 461 Ocean Boulevard (1974) und Unplugged (1992) belegten Platz eins der US-amerikanischen Billboard 200. Das Coveralbum From the Cradle (1994) platzierte sich auf Rang eins in Österreich, der Schweiz, Großbritannien und in den Vereinigten Staaten. Die Kompilation Clapton Chronicles: The Best of Eric Clapton (1999) belegte Platz eins in Österreich und das Studioalbum I Still Do (2016) Platz eins in der Schweiz.

## Alben

### Studioalben
| Jahr | Titel Musiklabel                                 | Höchstplatzierung, Gesamtwochen, AuszeichnungChartplatzierungen (Jahr, Titel, Musiklabel, Platzierungen, Wochen, Auszeichnungen, Anmerkungen) | Höchstplatzierung, Gesamtwochen, AuszeichnungChartplatzierungen (Jahr, Titel, Musiklabel, Platzierungen, Wochen, Auszeichnungen, Anmerkungen) | Höchstplatzierung, Gesamtwochen, AuszeichnungChartplatzierungen (Jahr, Titel, Musiklabel, Platzierungen, Wochen, Auszeichnungen, Anmerkungen) | Höchstplatzierung, Gesamtwochen, AuszeichnungChartplatzierungen (Jahr, Titel, Musiklabel, Platzierungen, Wochen, Auszeichnungen, Anmerkungen) | Höchstplatzierung, Gesamtwochen, AuszeichnungChartplatzierungen (Jahr, Titel, Musiklabel, Platzierungen, Wochen, Auszeichnungen, Anmerkungen) | Anmerkungen                                                    |
| Jahr | Titel Musiklabel                                 | DE | AT | CH | UK | US | Anmerkungen                                                    |
| ---- | ------------------------------------------------ | --- | --- | --- | --- | --- | -------------------------------------------------------------- |
| 1970 | Eric Clapton Polydor (Polydor)                   | DE23 a (1 Wo.)DE | AT49 a (1 Wo.)AT | CH14 a (1 Wo.)CH | UK14 (8 Wo.)UK | US13 (32 Wo.)US | Erstveröffentlichung: Juli 1970 Verkäufe: + 501.000            |
| 1974 | 461 Ocean Boulevard RSO Records (Polydor)        | DE11 (24 Wo.)DE | — | — | UK3 Gold · (19 Wo.)UK | US1 Platin · (25 Wo.)US | Erstveröffentlichung: Juli 1974 Verkäufe: + 1.270.000          |
| 1975 | There’s One in Every Crowd RSO Records (Polydor) | — | — | — | UK15 Silber · (8 Wo.)UK | US21 (14 Wo.)US | Erstveröffentlichung: März 1975 Verkäufe: + 78.000             |
| 1976 | No Reason to Cry RSO Records (Polydor)           | — | — | — | UK8 Silber · (7 Wo.)UK | US21 (14 Wo.)US | Erstveröffentlichung: August 1976 Verkäufe: + 395.000          |
| 1977 | Slowhand RSO Records (Polydor)                   | DE66 (1 Wo.)DE | — | CH— Gold (1990) + Gold (1993)CH | UK23 Gold · (12 Wo.)UK | US2 ×3Dreifachplatin · (74 Wo.)US | Erstveröffentlichung: November 1977 Verkäufe: + 3.890.000      |
| 1978 | Backless RSO Records (Polydor)                   | — | AT24 (4 Wo.)AT | — | UK18 Silber · (12 Wo.)UK | US8 Platin · (37 Wo.)US | Erstveröffentlichung: November 1978 Verkäufe: + 1.175.000      |
| 1981 | Another Ticket RSO Records (Polygram)            | DE26 (10 Wo.)DE | — | — | UK18 (8 Wo.)UK | US7 Gold · (21 Wo.)US | Erstveröffentlichung: 17. Februar 1981 Verkäufe: + 577.000     |
| 1983 | Money and Cigarettes Warner Bros. Records (WEA)  | DE22 (17 Wo.)DE | — | — | UK13 (17 Wo.)UK | US16 (19 Wo.)US | Erstveröffentlichung: Februar 1983 Verkäufe: + 47.000          |
| 1985 | Behind the Sun Warner Bros. Records (WEA)        | DE15 (15 Wo.)DE | AT30 (2 Wo.)AT | CH3 Gold · (13 Wo.)CH | UK8 (14 Wo.)UK | US34 Platin · (28 Wo.)US | Erstveröffentlichung: 11. März 1985 Verkäufe: + 1.131.000      |
| 1986 | August Warner Bros. Records (WEA)                | DE32 (13 Wo.)DE | — | CH23 (7 Wo.)CH | UK3 Platin · (46 Wo.)UK | US37 Platin · (34 Wo.)US | Erstveröffentlichung: 24. November 1986 Verkäufe: + 1.334.000  |
| 1989 | Journeyman Reprise Records (WEA)                 | DE16 (33 Wo.)DE | AT29 Gold · (1 Wo.)AT | CH7 Gold · (18 Wo.)CH | UK2 Platin · (34 Wo.)UK | US16 ×2Doppelplatin · (51 Wo.)US | Erstveröffentlichung: 7. November 1989 Verkäufe: + 3.005.000   |
| 1994 | From the Cradle Reprise Records (WEA)            | DE6 Gold · (29 Wo.)DE | AT1 Gold · (16 Wo.)AT | CH1 Gold · (22 Wo.)CH | UK1 Gold · (22 Wo.)UK | US1 ×3Dreifachplatin · (41 Wo.)US | Erstveröffentlichung: 13. September 1994 Verkäufe: + 4.905.000 |
| 1998 | Pilgrim Reprise Records (WEA)                    | DE3 Gold · (34 Wo.)DE | AT4 Gold · (16 Wo.)AT | CH4 Gold · (15 Wo.)CH | UK6 Gold · (16 Wo.)UK | US4 Platin · (29 Wo.)US | Erstveröffentlichung: 10. März 1998 Verkäufe: + 3.662.500      |
| 2001 | Reptile Reprise Records (WEA)                    | DE2 Gold · (13 Wo.)DE | AT2 Gold · (12 Wo.)AT | CH2 Gold · (16 Wo.)CH | UK7 Gold · (9 Wo.)UK | US5 Gold · (16 Wo.)US | Erstveröffentlichung: 13. März 2001 Verkäufe: + 1.202.497      |
| 2004 | Me and Mr. Johnson Reprise Records (WEA)         | DE8 (10 Wo.)DE | AT5 (9 Wo.)AT | CH7 (11 Wo.)CH | UK10 Gold · (8 Wo.)UK | US6 Gold · (18 Wo.)US | Erstveröffentlichung: 19. März 2004 Verkäufe: + 833.000        |
| 2004 | Sessions for Robert J Reprise Records (WEA)      | — | — | — | — | US172 (2 Wo.)US | Erstveröffentlichung: 7. Dezember 2004 Verkäufe: + 33.000      |
| 2005 | Back Home Reprise Records (WEA)                  | DE2 (9 Wo.)DE | AT9 (5 Wo.)AT | CH4 (7 Wo.)CH | UK19 (3 Wo.)UK | US13 Gold · (14 Wo.)US | Erstveröffentlichung: 29. August 2005 Verkäufe: + 619.000      |
| 2010 | Clapton Reprise Records (WEA)                    | DE3 Gold · (15 Wo.)DE | AT5 (9 Wo.)AT | CH4 (12 Wo.)CH | UK7 (6 Wo.)UK | US6 (12 Wo.)US | Erstveröffentlichung: 27. September 2010 Verkäufe: + 428.386   |
| 2013 | Old Sock Bushbranch Records (Surfdog Records)    | DE5 (13 Wo.)DE | AT7 (7 Wo.)AT | CH11 (7 Wo.)CH | UK13 (6 Wo.)UK | US7 (14 Wo.)US | Erstveröffentlichung: 12. März 2013 Verkäufe: + 151.000        |
| 2016 | I Still Do Bushbranch Records (Surfdog Records)  | DE5 (13 Wo.)DE | AT3 (12 Wo.)AT | CH1 (15 Wo.)CH | UK6 (5 Wo.)UK | US6 (6 Wo.)US | Erstveröffentlichung: 20. Mai 2016 Verkäufe: + 55.505          |
| 2024 | Meanwhile Bushbranch Records (Surfdog Records)   | DE5 (3 Wo.)DE | AT4 (2 Wo.)AT | CH4 (4 Wo.)CH | — | — | Erstveröffentlichung: 4. Oktober 2024                          |

grau schraffiert: keine Chartdaten aus diesem Jahr verfügbar

### Gemeinschaftsalben
| Jahr | Titel Musiklabel                                                            | Höchstplatzierung, Gesamtwochen, AuszeichnungChartplatzierungen (Jahr, Titel, Musiklabel, Platzierungen, Wochen, Auszeichnungen, Anmerkungen) | Höchstplatzierung, Gesamtwochen, AuszeichnungChartplatzierungen (Jahr, Titel, Musiklabel, Platzierungen, Wochen, Auszeichnungen, Anmerkungen) | Höchstplatzierung, Gesamtwochen, AuszeichnungChartplatzierungen (Jahr, Titel, Musiklabel, Platzierungen, Wochen, Auszeichnungen, Anmerkungen) | Höchstplatzierung, Gesamtwochen, AuszeichnungChartplatzierungen (Jahr, Titel, Musiklabel, Platzierungen, Wochen, Auszeichnungen, Anmerkungen) | Höchstplatzierung, Gesamtwochen, AuszeichnungChartplatzierungen (Jahr, Titel, Musiklabel, Platzierungen, Wochen, Auszeichnungen, Anmerkungen) | Anmerkungen                                                                    |
| Jahr | Titel Musiklabel                                                            | DE | AT | CH | UK | US | Anmerkungen                                                                    |
| ---- | --------------------------------------------------------------------------- | --- | --- | --- | --- | --- | ------------------------------------------------------------------------------ |
| 2000 | Riding with the King Reprise Records (WEA)                                  | DE2 Gold · (23 Wo.)DE | AT3 Gold · (16 Wo.)AT | CH3 Gold · (20 Wo.)CH | UK15 Gold · (19 Wo.)UK | US3 ×2Doppelplatin · (43 Wo.)US | Erstveröffentlichung: 9. Juni 2000 Verkäufe: + 4.625.000; mit B. B. King       |
| 2006 | The Road to Escondido Reprise Records (WEA)                                 | DE2 Platin · (20 Wo.)DE | AT3 Gold · (12 Wo.)AT | CH7 Gold · (17 Wo.)CH | UK50 Silber · (3 Wo.)UK | US23 Gold · (20 Wo.)US | Erstveröffentlichung: 7. November 2006 Verkäufe: + 887.000; mit J. J. Cale     |
| 2014 | The Breeze: An Appreciation of JJ Cale Bushbranch Records (Surfdog Records) | DE2 Gold · (17 Wo.)DE | AT8 (10 Wo.)AT | CH2 (15 Wo.)CH | UK3 Silber · (7 Wo.)UK | US2 (13 Wo.)US | Erstveröffentlichung: 29. Juli 2014 Verkäufe: + 290.000; als Clapton & Friends |

### Livealben
| Jahr | Titel Musiklabel                                                                            | Höchstplatzierung, Gesamtwochen, AuszeichnungChartplatzierungen (Jahr, Titel, Musiklabel, Platzierungen, Wochen, Auszeichnungen, Anmerkungen) | Höchstplatzierung, Gesamtwochen, AuszeichnungChartplatzierungen (Jahr, Titel, Musiklabel, Platzierungen, Wochen, Auszeichnungen, Anmerkungen) | Höchstplatzierung, Gesamtwochen, AuszeichnungChartplatzierungen (Jahr, Titel, Musiklabel, Platzierungen, Wochen, Auszeichnungen, Anmerkungen) | Höchstplatzierung, Gesamtwochen, AuszeichnungChartplatzierungen (Jahr, Titel, Musiklabel, Platzierungen, Wochen, Auszeichnungen, Anmerkungen) | Höchstplatzierung, Gesamtwochen, AuszeichnungChartplatzierungen (Jahr, Titel, Musiklabel, Platzierungen, Wochen, Auszeichnungen, Anmerkungen) | Anmerkungen                                                                   |
| Jahr | Titel Musiklabel                                                                            | DE | AT | CH | UK | US | Anmerkungen                                                                   |
| ---- | ------------------------------------------------------------------------------------------- | --- | --- | --- | --- | --- | ----------------------------------------------------------------------------- |
| 1973 | Eric Clapton’s Rainbow Concert RSO Records (Polydor)                                        | — | — | — | UK19 Silber · (4 Wo.)UK | US18 (14 Wo.)US | Erstveröffentlichung: 10. September 1973 Verkäufe: + 71.000                   |
| 1975 | E. C. Was Here RSO Records (Polydor)                                                        | DE34 (4 Wo.)DE | — | — | UK14 Silber · (6 Wo.)UK | US20 (13 Wo.)US | Erstveröffentlichung: August 1975 Verkäufe: + 60.000                          |
| 1980 | Just One Night RSO Records (Polydor)                                                        | DE16 (19 Wo.)DE | — | — | UK3 Silber · (12 Wo.)UK | US2 Gold · (31 Wo.)US | Erstveröffentlichung: April 1980 Verkäufe: + 647.000                          |
| 1991 | 24 Nights Reprise Records (WEA)                                                             | DE48 (11 Wo.)DE | — | CH19 (5 Wo.)CH | UK17 Gold · (7 Wo.)UK | US38 Gold · (19 Wo.)US | Erstveröffentlichung: 8. Oktober 1991 Verkäufe: + 835.000                     |
| 1992 | Unplugged Reprise Records (WEA)                                                             | DE3 ×5Fünffachgold · (75 Wo.)DE | AT3 ×2Doppelplatin · (46 Wo.)AT | CH3 ×2Doppelplatin · (49 Wo.)CH | UK2 ×4Vierfachplatin · (101 Wo.)UK | US1 Diamant · (139 Wo.)US | Erstveröffentlichung: 18. August 1992 Verkäufe: + 26.000.000                  |
| 2002 | One More Car, One More Rider Reprise Records (WEA)                                          | DE21 (11 Wo.)DE | AT37 (3 Wo.)AT | CH26 (5 Wo.)CH | UK69 (2 Wo.)UK | US43 (9 Wo.)US | Erstveröffentlichung: 5. November 2002 Verkäufe: + 104.000                    |
| 2007 | Live 1986 Eagle Vision                                                                      | — | — | — | UK— GoldUK | — | Erstveröffentlichung: 2007 Verkäufe: + 100.000                                |
| 2009 | Live from Madison Square Garden Reprise Records (WEA)                                       | DE8 Gold · (33 Wo.)DE | AT25 (10 Wo.)AT | CH33 (7 Wo.)CH | UK40 (2 Wo.)UK | US14 (11 Wo.)US | Erstveröffentlichung: 19. Mai 2009 Verkäufe: + 100.000; mit Steve Winwood     |
| 2011 | Live from Jazz at Lincoln Center Reprise Records (WMG)                                      | DE8 ×3Dreifachgold (German Jazz Award) · (5 Wo.)DE                                                                                            | AT11 (3 Wo.)AT | CH18 (4 Wo.)CH | UK40 (1 Wo.)UK | US31 (7 Wo.)US | Erstveröffentlichung: September 2011 Verkäufe: + 108.000; mit Wynton Marsalis |
| 2015 | Slowhand at 70: Live Royal Albert Hall Eagle Vision (UMG)                                   | DE6 (11 Wo.)DE | — | CH19 (4 Wo.)CH | — | — | Erstveröffentlichung: 13. November 2015                                       |
| 2016 | Crossroads Revisited: Selections from the Crossroads Guitar Festivals Reprise Records (WMG) | DE10 (7 Wo.)DE | AT12 (3 Wo.)AT | CH14 (9 Wo.)CH | — | US12 (3 Wo.)US | Erstveröffentlichung: 1. Juli 2016 Verkäufe: + 6.000                          |
| 2016 | Live in San Diego Reprise Records (WMG)                                                     | DE20 (4 Wo.)DE | AT23 (2 Wo.)AT | CH9 (3 Wo.)CH | UK60 (1 Wo.)UK | US47 (1 Wo.)US | Erstveröffentlichung: 30. September 2016 Verkäufe: + 11.000                   |
| 2021 | The Lady in the Balcony: Lockdown Sessions Bushbranch Records (UMG)                         | DE4 (20 Wo.)DE | AT9 (14 Wo.)AT | CH13 (10 Wo.)CH | — | — | Erstveröffentlichung: 12. November 2021                                       |
| 2022 | Nothing But the Blues Reprise Records (WMG)                                                 | DE8 (6 Wo.)DE | AT13 (1 Wo.)AT | CH10 (4 Wo.)CH | UK44 (1 Wo.)UK | — | Erstveröffentlichung: 24. Juni 2022                                           |
| 2023 | 24 Nights: Rock Reprise Records (WMG)                                                       | DE16 (1 Wo.)DE | — | CH60 (1 Wo.)CH | — | — | Erstveröffentlichung: 23. Juni 2023                                           |
| 2023 | 24 Nights: Blues Reprise Records (WMG)                                                      | DE25 (1 Wo.)DE | — | CH52 (1 Wo.)CH | — | — | Erstveröffentlichung: 23. Juni 2023                                           |
| 2023 | 24 Nights: Orchestral Reprise Records (WMG)                                                 | DE31 (1 Wo.)DE | — | CH99 (1 Wo.)CH | — | — | Erstveröffentlichung: 23. Juni 2023                                           |
| 2024 | To Save a Child: An Intimate Live Concert Bushbranch Records (Surfdog Records)              | DE24 (1 Wo.)DE | AT13 (1 Wo.)AT | — | — | — | Erstveröffentlichung: 12. Juli 2024                                           |

grau schraffiert: keine Chartdaten aus diesem Jahr verfügbar

### Kompilationen
| Jahr | Titel Musiklabel                                                           | Höchstplatzierung, Gesamtwochen, AuszeichnungChartplatzierungen (Jahr, Titel, Musiklabel, Platzierungen, Wochen, Auszeichnungen, Anmerkungen) | Höchstplatzierung, Gesamtwochen, AuszeichnungChartplatzierungen (Jahr, Titel, Musiklabel, Platzierungen, Wochen, Auszeichnungen, Anmerkungen) | Höchstplatzierung, Gesamtwochen, AuszeichnungChartplatzierungen (Jahr, Titel, Musiklabel, Platzierungen, Wochen, Auszeichnungen, Anmerkungen) | Höchstplatzierung, Gesamtwochen, AuszeichnungChartplatzierungen (Jahr, Titel, Musiklabel, Platzierungen, Wochen, Auszeichnungen, Anmerkungen) | Höchstplatzierung, Gesamtwochen, AuszeichnungChartplatzierungen (Jahr, Titel, Musiklabel, Platzierungen, Wochen, Auszeichnungen, Anmerkungen) | Anmerkungen                                                  |
| Jahr | Titel Musiklabel                                                           | DE | AT | CH | UK | US | Anmerkungen                                                  |
| ---- | -------------------------------------------------------------------------- | --- | --- | --- | --- | --- | ------------------------------------------------------------ |
| 1972 | The History of Eric Clapton Polydor (Polydor)                              | — | — | — | UK20 (6 Wo.)UK | US6 Gold · (42 Wo.)US | Erstveröffentlichung: März 1972 Verkäufe: + 503.000          |
| 1972 | Eric Clapton at His Best Polydor (Polydor)                                 | — | — | — | — | US87 (17 Wo.)US | Erstveröffentlichung: September 1972                         |
| 1973 | Clapton Polydor (Polydor)                                                  | — | — | — | — | US67 (11 Wo.)US | Erstveröffentlichung: Januar 1973                            |
| 1981 | Steppin’ Out Decca Records (Decca)                                         | — | — | — | — | — | Erstveröffentlichung: 1981                                   |
| 1982 | Timepieces: The Best of Eric Clapton RSO (Polydor)                         | — | AT— Platin + PlatinAT | CH— GoldCH | UK20 Gold · (16 Wo.)UK | US101 ×7Siebenfachplatin · (14 Wo.)US | Erstveröffentlichung: 14. Mai 1982 Verkäufe: + 13.400.000    |
| 1983 | Time Pieces Vol. II Live in the Seventies RSO (Polydor)                    | — | — | — | — | — | Erstveröffentlichung: 5. Januar 1983                         |
| 1984 | Backtrackin’ RSO (Polydor)                                                 | — | — | — | UK29 Silber · (16 Wo.)UK | — | Erstveröffentlichung: Mai 1984 Verkäufe: + 80.000            |
| 1987 | The Cream of Eric Clapton Polydor (WEA)                                    | — | — | — | UK3 ×3Dreifachplatin · (104 Wo.)UK | — | Erstveröffentlichung: September 1987 Verkäufe: + 1.265.000   |
| 1990 | Story Polydor (Polydor)                                                    | DE17 (16 Wo.)DE | AT24 (8 Wo.)AT | CH— GoldCH | — | — | Erstveröffentlichung: 1990 Verkäufe: + 398.000               |
| 1993 | Stages Spectrum Music (Karussell)                                          | — | — | — | UK— SilberUK | — | Erstveröffentlichung: 27. Mai 1993 Verkäufe: + 60.000        |
| 1995 | The Cream of Clapton Polydor (Polygram)                                    | DE17 (11 Wo.)DE | — | CH— GoldCH | UK52 Platin · (17 Wo.)UK | US80 ×3Dreifachplatin · (30 Wo.)US | Erstveröffentlichung: 7. März 1995 Verkäufe: + 4.045.000     |
| 1996 | Strictly the Blues auch bekannt als: The Blues Years Pulse Records (Pulse) | — | — | — | UK— Silber + Silber (Release)UK | — | Erstveröffentlichung: 2. September 1996 Verkäufe: + 60.000   |
| 1999 | Blues Polydor (Polygram)                                                   | — | — | — | UK52 Silber · (2 Wo.)UK | US52 Gold · (9 Wo.)US | Erstveröffentlichung: 27. Juli 1999 Verkäufe: + 571.500      |
| 1999 | Clapton Chronicles: The Best of Reprise Records (WEA)                      | DE3 Platin · (25 Wo.)DE | AT1 Platin · (16 Wo.)AT | CH5 Gold · (19 Wo.)CH | UK6 ×2Doppelplatin · (28 Wo.)UK | US20 Platin · (28 Wo.)US | Erstveröffentlichung: 12. Oktober 1999 Verkäufe: + 5.318.062 |
| 2003 | Martin Scorsese Presents the Blues Polydor (UMG)                           | — | — | — | — | — | Erstveröffentlichung: 9. September 2003                      |
| 2003 | Ballads Reprise Records (WMG)                                              | — | — | — | — | — | Erstveröffentlichung: 23. Dezember 2003 Verkäufe: + 129.000  |
| 2004 | The Millennium Collection Polydor (UMG)                                    | — | — | — | — | US66 (107 Wo.)US | Erstveröffentlichung: 15. Juni 2004 Verkäufe: + 1.304.000    |
| 2007 | Complete Clapton Reprise Records (WMG)                                     | DE41 (13 Wo.)DE | AT20 (14 Wo.)AT | CH32 (6 Wo.)CH | UK2 ×2Doppelplatin · (25 Wo.)UK | US14 Gold · (21 Wo.)US | Erstveröffentlichung: 5. Oktober 2007 Verkäufe: + 1.230.000  |
| 2011 | Icon Polydor (UMG)                                                         | — | — | — | — | US114 (13 Wo.)US | Erstveröffentlichung: 5. April 2011                          |
| 2015 | Forever Man Reprise Records (WMG)                                          | DE4 (10 Wo.)DE | AT22 (3 Wo.)AT | CH7 (12 Wo.)CH | UK8 (7 Wo.)UK | US48 (2 Wo.)US | Erstveröffentlichung: 28. April 2015                         |

grau schraffiert: keine Chartdaten aus diesem Jahr verfügbar

### Soundtracks
| Jahr | Titel Musiklabel                      | Höchstplatzierung, Gesamtwochen, AuszeichnungChartplatzierungen (Jahr, Titel, Musiklabel, Platzierungen, Wochen, Auszeichnungen, Anmerkungen) | Höchstplatzierung, Gesamtwochen, AuszeichnungChartplatzierungen (Jahr, Titel, Musiklabel, Platzierungen, Wochen, Auszeichnungen, Anmerkungen) | Höchstplatzierung, Gesamtwochen, AuszeichnungChartplatzierungen (Jahr, Titel, Musiklabel, Platzierungen, Wochen, Auszeichnungen, Anmerkungen) | Höchstplatzierung, Gesamtwochen, AuszeichnungChartplatzierungen (Jahr, Titel, Musiklabel, Platzierungen, Wochen, Auszeichnungen, Anmerkungen) | Höchstplatzierung, Gesamtwochen, AuszeichnungChartplatzierungen (Jahr, Titel, Musiklabel, Platzierungen, Wochen, Auszeichnungen, Anmerkungen) | Anmerkungen                                                  |
| Jahr | Titel Musiklabel                      | DE | AT | CH | UK | US | Anmerkungen                                                  |
| ---- | ------------------------------------- | --- | --- | --- | --- | --- | ------------------------------------------------------------ |
| 1985 | Edge of Darkness BBC (BBC)            | — | — | — | — | — | Erstveröffentlichung: November 1985                          |
| 1988 | Homeboy – O.S.T. Virgin Records (WEA) | — | — | — | — | US96 (19 Wo.)US | Erstveröffentlichung: 27. September 1988 Verkäufe: + 100.000 |
| 1992 | Rush – O.S.T. Reprise Records (WEA)   | — | — | — | — | US24 Gold · (31 Wo.)US | Erstveröffentlichung: 14. Januar 1992 Verkäufe: + 611.000    |
| 2017 | Life in 12 Bars – O.S.T. UMe (UMG)    | DE43 (4 Wo.)DE | AT73 (1 Wo.)AT | CH18 (2 Wo.)CH | — | US35 (1 Wo.)US | Erstveröffentlichung: 8. September 2017                      |

### EPs
| Jahr | Titel Musiklabel                      | Höchstplatzierung, Gesamtwochen, AuszeichnungChartplatzierungen (Jahr, Titel, Musiklabel, Platzierungen, Wochen, Auszeichnungen, Anmerkungen) | Höchstplatzierung, Gesamtwochen, AuszeichnungChartplatzierungen (Jahr, Titel, Musiklabel, Platzierungen, Wochen, Auszeichnungen, Anmerkungen) | Höchstplatzierung, Gesamtwochen, AuszeichnungChartplatzierungen (Jahr, Titel, Musiklabel, Platzierungen, Wochen, Auszeichnungen, Anmerkungen) | Höchstplatzierung, Gesamtwochen, AuszeichnungChartplatzierungen (Jahr, Titel, Musiklabel, Platzierungen, Wochen, Auszeichnungen, Anmerkungen) | Höchstplatzierung, Gesamtwochen, AuszeichnungChartplatzierungen (Jahr, Titel, Musiklabel, Platzierungen, Wochen, Auszeichnungen, Anmerkungen) | Anmerkungen                                  |
| Jahr | Titel Musiklabel                      | DE | AT | CH | UK | US | Anmerkungen                                  |
| ---- | ------------------------------------- | --- | --- | --- | --- | --- | -------------------------------------------- |
| 1995 | It Hurts Me Too Reprise Records (WEA) | — | — | — | — | — | Erstveröffentlichung: 1995 Verkäufe: + 4.000 |

### Weihnachtsalben
| Jahr | Titel Musiklabel         | Höchstplatzierung, Gesamtwochen, AuszeichnungChartplatzierungen (Jahr, Titel, Musiklabel, Platzierungen, Wochen, Auszeichnungen, Anmerkungen) | Höchstplatzierung, Gesamtwochen, AuszeichnungChartplatzierungen (Jahr, Titel, Musiklabel, Platzierungen, Wochen, Auszeichnungen, Anmerkungen) | Höchstplatzierung, Gesamtwochen, AuszeichnungChartplatzierungen (Jahr, Titel, Musiklabel, Platzierungen, Wochen, Auszeichnungen, Anmerkungen) | Höchstplatzierung, Gesamtwochen, AuszeichnungChartplatzierungen (Jahr, Titel, Musiklabel, Platzierungen, Wochen, Auszeichnungen, Anmerkungen) | Höchstplatzierung, Gesamtwochen, AuszeichnungChartplatzierungen (Jahr, Titel, Musiklabel, Platzierungen, Wochen, Auszeichnungen, Anmerkungen) | Anmerkungen                                              |
| Jahr | Titel Musiklabel         | DE | AT | CH | UK | US | Anmerkungen                                              |
| ---- | ------------------------ | --- | --- | --- | --- | --- | -------------------------------------------------------- |
| 2018 | Happy Xmas Polydor (UMG) | DE37 (7 Wo.)DE | AT45 (3 Wo.)AT | CH73 (4 Wo.)CH | UK97 (1 Wo.)UK | US84 (7 Wo.)US | Erstveröffentlichung: 12. Oktober 2018 Verkäufe: + 6.000 |

## Singles

### Als Leadmusiker
| Jahr | Titel Album                                         | Höchstplatzierung, Gesamtwochen, AuszeichnungChartplatzierungen (Jahr, Titel, Album, Platzierungen, Wochen, Auszeichnungen, Anmerkungen) | Höchstplatzierung, Gesamtwochen, AuszeichnungChartplatzierungen (Jahr, Titel, Album, Platzierungen, Wochen, Auszeichnungen, Anmerkungen) | Höchstplatzierung, Gesamtwochen, AuszeichnungChartplatzierungen (Jahr, Titel, Album, Platzierungen, Wochen, Auszeichnungen, Anmerkungen) | Höchstplatzierung, Gesamtwochen, AuszeichnungChartplatzierungen (Jahr, Titel, Album, Platzierungen, Wochen, Auszeichnungen, Anmerkungen) | Höchstplatzierung, Gesamtwochen, AuszeichnungChartplatzierungen (Jahr, Titel, Album, Platzierungen, Wochen, Auszeichnungen, Anmerkungen) | Anmerkungen                                                                  |
| Jahr | Titel Album                                         | DE | AT | CH | UK | US | Anmerkungen                                                                  |
| ---- | --------------------------------------------------- | --- | --- | --- | --- | --- | ---------------------------------------------------------------------------- |
| 1970 | After Midnight Eric Clapton                         | — | — | — | UK99 (1 Wo.)UK | US18 (12 Wo.)US | Erstveröffentlichung: Januar 1970 Verkäufe: + 10.000; Charteinstieg UK: 1988 |
| 1972 | Let It Rain Eric Clapton                            | — | — | — | — | US48 (13 Wo.)US | Erstveröffentlichung: Oktober 1972                                           |
| 1974 | I Shot the Sheriff 461 Ocean Boulevard              | DE4 (16 Wo.)DE | AT19 (4 Wo.)AT | — | UK9 (11 Wo.)UK | US1 Gold · (14 Wo.)US | Erstveröffentlichung: Juli 1974 Verkäufe: + 1.015.000                        |
| 1974 | Willie and the Hand Jive 461 Ocean Boulevard        | — | — | — | — | US26 (9 Wo.)US | Erstveröffentlichung: November 1974                                          |
| 1975 | Swing Low, Sweet Chariot There’s One in Every Crowd | — | — | — | UK19 (9 Wo.)UK | — | Erstveröffentlichung: Mai 1975                                               |
| 1975 | Knockin’ on Heaven’s Door –                         | — | — | — | UK38 (4 Wo.)UK | — | Erstveröffentlichung: August 1975                                            |
| 1976 | Hello Old Friend No Reason to Cry                   | — | — | — | — | US24 (14 Wo.)US | Erstveröffentlichung: Oktober 1976                                           |
| 1977 | Carnival No Reason to Cry                           | — | AT22 (8 Wo.)AT | — | — | — | Erstveröffentlichung: Januar 1977                                            |
| 1977 | Lay Down Sally Slowhand                             | — | — | — | UK39 (6 Wo.)UK | US3 Gold · (23 Wo.)US | Erstveröffentlichung: November 1977 Verkäufe: + 1.015.000                    |
| 1977 | Wonderful Tonight Slowhand                          | — | — | — | UK81 Platin · (4 Wo.)UK | US16 Gold · (17 Wo.)US | Erstveröffentlichung: November 1977 Verkäufe: + 1.395.000                    |
| 1977 | Promises Backless                                   | — | — | — | UK37 (7 Wo.)UK | US9 (18 Wo.)US | Erstveröffentlichung: September 1978                                         |
| 1979 | Watch Out for Lucy Backless                         | — | — | — | — | US40 (7 Wo.)US | Erstveröffentlichung: September 1979                                         |
| 1980 | Tulsa Time Just One Night                           | — | — | — | — | US30 (14 Wo.)US | Erstveröffentlichung: April 1980                                             |
| 1980 | Blues Power (Live) Just One Night                   | — | — | — | — | US76 (5 Wo.)US | Erstveröffentlichung: Mai 1980                                               |
| 1981 | I Can’t Stand It Another Ticket                     | — | — | — | — | US10 (17 Wo.)US | Erstveröffentlichung: 11. Februar 1981                                       |
| 1981 | Another Ticket                                      | — | — | — | — | US78 (5 Wo.)US | Erstveröffentlichung: April 1981                                             |
| 1983 | I’ve Got a Rock ’n’ Roll Heart Money and Cigarettes | — | — | — | UK83 (4 Wo.)UK | US18 (16 Wo.)US | Erstveröffentlichung: Januar 1983                                            |
| 1983 | The Shape You’re In Money and Cigarettes            | — | — | — | UK75 (4 Wo.)UK | — | Erstveröffentlichung: April 1983                                             |
| 1985 | Forever Man Behind the Sun                          | — | — | — | UK51 (6 Wo.)UK | US26 (12 Wo.)US | Erstveröffentlichung: März 1985                                              |
| 1985 | See What Love Can Do Behind the Sun                 | — | — | — | — | US89 (2 Wo.)US | Erstveröffentlichung: Juni 1985                                              |
| 1985 | Edge of Darkness                                    | — | — | — | UK65 (10 Wo.)UK | — | Erstveröffentlichung: Dezember 1985 mit Michael Kamen                        |
| 1986 | It’s in the Way That You Use It August              | — | — | — | UK77 (4 Wo.)UK | — | Erstveröffentlichung: Oktober 1986                                           |
| 1986 | Holy Mother August                                  | — | — | — | UK95 (2 Wo.)UK | — | Erstveröffentlichung: November 1986                                          |
| 1987 | Behind the Mask August                              | — | — | — | UK15 (11 Wo.)UK | — | Erstveröffentlichung: Januar 1987                                            |
| 1987 | Tearing Us Apart August                             | — | — | — | UK56 (3 Wo.)UK | — | Erstveröffentlichung: März 1987 mit Tina Turner                              |
| 1989 | Pretending Journeyman                               | — | — | — | UK96 (1 Wo.)UK | US55 (11 Wo.)US | Erstveröffentlichung: November 1989                                          |
| 1990 | Bad Love Journeyman                                 | — | — | — | UK25 (7 Wo.)UK | US88 (5 Wo.)US | Erstveröffentlichung: 10. März 1990                                          |
| 1990 | No Alibis Journeyman                                | — | — | — | UK53 (4 Wo.)UK | — | Erstveröffentlichung: April 1990                                             |
| 1991 | Wonderful Tonight (Live) 24 Nights                  | — | — | — | UK30 (7 Wo.)UK | — | Erstveröffentlichung: November 1991                                          |
| 1992 | Tears in Heaven Rush                                | DE42 (11 Wo.)DE | AT10 (12 Wo.)AT | CH7 (15 Wo.)CH | UK5 Gold · (14 Wo.)UK | US2 Platin + Gold (Digital) · (26 Wo.)US                                                                                                 | Erstveröffentlichung: 7. Januar 1992 Verkäufe: + 10.815.000                  |
| 1992 | Layla (Acoustic) Unplugged                          | DE35 (21 Wo.)DE | — | CH28 (6 Wo.)CH | UK45 Silber · (3 Wo.)UK | US12 (20 Wo.)US | Erstveröffentlichung: 14. September 1992 Verkäufe: + 539.867                 |
| 1994 | Motherless Child From the Cradle                    | — | — | — | UK63 (2 Wo.)UK | — | Erstveröffentlichung: September 1994                                         |
| 1996 | Change the World Phenomenon OST                     | DE30 (23 Wo.)DE | AT10 (18 Wo.)AT | CH21 (15 Wo.)CH | UK18 (8 Wo.)UK | US5 Gold · (43 Wo.)US | Erstveröffentlichung: 7. Juli 1996 Verkäufe: + 1.615.000                     |
| 1998 | My Father’s Eyes Pilgrim                            | DE57 (9 Wo.)DE | AT18 (12 Wo.)AT | CH31 (14 Wo.)CH | UK33 (2 Wo.)UK | — | Erstveröffentlichung: März 1998                                              |
| 1998 | Born in Time Pilgrim                                | DE88 (8 Wo.)DE | — | — | — | — | Erstveröffentlichung: Mai 1998                                               |
| 1998 | Circus Pilgrim                                      | — | — | — | UK39 (2 Wo.)UK | — | Erstveröffentlichung: Juni 1998                                              |
| 1999 | Blue Eyes Blue Runaway Bride OST                    | DE84 (5 Wo.)DE | — | — | UK94 (1 Wo.)UK | — | Erstveröffentlichung: 20. Juli 1999                                          |
| 1999 | (I) Get Lost The Story of Us OST                    | DE83 (6 Wo.)DE | — | — | — | — | Erstveröffentlichung: 23. November 1999                                      |
| 2001 | I Ain’t Gonna Stand for It Reptile                  | — | — | CH63 (1 Wo.)CH | UK99 (1 Wo.)UK | — | Erstveröffentlichung: 3. April 2001                                          |

grau schraffiert: keine Chartdaten aus diesem Jahr verfügbar
| Jahr | Titel Album                                                  | Anmerkungen                                                                  |
| ---- | ------------------------------------------------------------ | ---------------------------------------------------------------------------- |
| 1970 | Blues Power Eric Clapton                                     | Erstveröffentlichung: November 1970                                          |
| 1978 | If I Don’t Be There by Morning Backless                      | Erstveröffentlichung: April 1978                                             |
| 1979 | Cocaine Slowhand                                             | Erstveröffentlichung: August 1979 Verkäufe: + 635.000                        |
| 1983 | Slow Down Linda Money and Cigarettes                         | Erstveröffentlichung: Oktober 1983                                           |
| 1985 | She’s Waiting Behind the Sun                                 | Erstveröffentlichung: März 1985                                              |
| 1989 | Running on Faith Journeyman                                  | Erstveröffentlichung: Dezember 1989                                          |
| 1992 | Down and Out Unplugged                                       | Erstveröffentlichung: 27. September 1992 Veröffentlichung nur in Argentinien |
| 1998 | Pilgrim                                                      | Erstveröffentlichung: November 1998                                          |
| 2000 | Come Rain or Come Shine Riding with the King                 | Erstveröffentlichung: 2000; mit B. B. King                                   |
| 2000 | Marry You Riding with the King                               | Erstveröffentlichung: 2000; mit B. B. King                                   |
| 2000 | Riding with the King                                         | Erstveröffentlichung: 2000; mit B. B. King                                   |
| 2000 | Worried Life Blues Riding with the King                      | Erstveröffentlichung: 2000; mit B. B. King                                   |
| 2013 | Every Little Thing Old Sock                                  | Erstveröffentlichung: 31. Mai 2013                                           |
| 2016 | Can’t Let You Do It I Still Do                               | Erstveröffentlichung: 27. März 2016                                          |
| 2016 | Stones in My Passway I Still Do                              | Erstveröffentlichung: April 2016                                             |
| 2016 | Catch the Blues I Still Do                                   | Erstveröffentlichung: 16. Mai 2016                                           |
| 2020 | Goodbye Carolina (Live) Crossroads Guitar Festival 2019      | Erstveröffentlichung: 23. September 2020                                     |
| 2020 | I Say a Little Prayer (Live) Crossroads Guitar Festival 2019 | Erstveröffentlichung: 7. Oktober 2020                                        |
| 2020 | Badge Crossroads Guitar Festival 2019                        | Erstveröffentlichung: 21. Oktober 2020                                       |
| 2024 | One Woman Meanwhile                                          | Erstveröffentlichung: 20. September 2024                                     |

### Als Gastmusiker
| Jahr | Titel Album                                        | Höchstplatzierung, Gesamtwochen, AuszeichnungChartplatzierungen (Jahr, Titel, Album, Platzierungen, Wochen, Auszeichnungen, Anmerkungen) | Höchstplatzierung, Gesamtwochen, AuszeichnungChartplatzierungen (Jahr, Titel, Album, Platzierungen, Wochen, Auszeichnungen, Anmerkungen) | Höchstplatzierung, Gesamtwochen, AuszeichnungChartplatzierungen (Jahr, Titel, Album, Platzierungen, Wochen, Auszeichnungen, Anmerkungen) | Höchstplatzierung, Gesamtwochen, AuszeichnungChartplatzierungen (Jahr, Titel, Album, Platzierungen, Wochen, Auszeichnungen, Anmerkungen) | Höchstplatzierung, Gesamtwochen, AuszeichnungChartplatzierungen (Jahr, Titel, Album, Platzierungen, Wochen, Auszeichnungen, Anmerkungen) | Anmerkungen                                                             |
| Jahr | Titel Album                                        | DE | AT | CH | UK | US | Anmerkungen                                                             |
| ---- | -------------------------------------------------- | --- | --- | --- | --- | --- | ----------------------------------------------------------------------- |
| 1969 | Comin’ Home On Tour with Eric Clapton              | — | AT13 (4 Wo.)AT | — | UK16 (9 Wo.)UK | US84 (3 Wo.)US | Erstveröffentlichung: 1969; mit Delaney & Bonnie & Friends              |
| 1991 | Wonderful World Zu & Co.                           | DE71 (5 Wo.)DE | — | CH17 (2 Wo.)CH | — | — | Erstveröffentlichung: Mai 1991; mit Zucchero                            |
| 1992 | Runaway Train The One                              | DE41 (11 Wo.)DE | AT22 (5 Wo.)AT | CH15 (8 Wo.)CH | UK31 (4 Wo.)UK | — | Erstveröffentlichung: 20. Juni 1992; mit Elton John                     |
| 1992 | It’s Probably Me Lethal Weapon 3 OST               | DE22 (16 Wo.)DE | — | CH16 (12 Wo.)CH | UK30 (5 Wo.)UK | — | Erstveröffentlichung: 23. Juni 1992 mit Sting                           |
| 1995 | Love Can Build a Bridge                            | DE62 (10 Wo.)DE | AT18 (8 Wo.)AT | CH21 (10 Wo.)CH | UK1 Silber · (15 Wo.)UK | — | Erstveröffentlichung: 1995 Verkäufe: + 200.000; mit Cher, Hynde, Cherry |
| 2000 | Forever Man (How Many Times?) Nouvelle Discothèque | — | — | — | UK26 (2 Wo.)UK | — | Erstveröffentlichung: 2000; mit Beatchuggers                            |

## Videoalben und Musikvideos

### Videoalben
| Jahr | Titel Musiklabel                                       | Höchstplatzierung, Gesamtwochen, AuszeichnungChartplatzierungen (Jahr, Titel, Musiklabel, Platzierungen, Wochen, Auszeichnungen, Anmerkungen) | Höchstplatzierung, Gesamtwochen, AuszeichnungChartplatzierungen (Jahr, Titel, Musiklabel, Platzierungen, Wochen, Auszeichnungen, Anmerkungen) | Höchstplatzierung, Gesamtwochen, AuszeichnungChartplatzierungen (Jahr, Titel, Musiklabel, Platzierungen, Wochen, Auszeichnungen, Anmerkungen) | Höchstplatzierung, Gesamtwochen, AuszeichnungChartplatzierungen (Jahr, Titel, Musiklabel, Platzierungen, Wochen, Auszeichnungen, Anmerkungen) | Höchstplatzierung, Gesamtwochen, AuszeichnungChartplatzierungen (Jahr, Titel, Musiklabel, Platzierungen, Wochen, Auszeichnungen, Anmerkungen) | Anmerkungen                                                               |
| Jahr | Titel Musiklabel                                       | DE | AT | CH | UK | US | Anmerkungen                                                               |
| ---- | ------------------------------------------------------ | --- | --- | --- | --- | --- | ------------------------------------------------------------------------- |
| 1987 | Live 1986 Vestron / Eagle Vision                       | — | — | — | UK2 Gold · (50 Wo.)UK | US4 (… Wo.)US | Erstveröffentlichung: 5. Dezember 1987 Verkäufe: + 70.000                 |
| 1990 | The Cream of Eric Clapton Polygram                     | — | — | — | UK27 (13 Wo.)UK | US16 Platin · (… Wo.)US | Erstveröffentlichung: 23. Januar 1990 Verkäufe: + 100.000                 |
| 1991 | 24 Nights Reprise                                      | — | AT6 (2 Wo.)AT | — | — | US5 Gold · (… Wo.)US | Erstveröffentlichung: 8. Oktober 1991 Verkäufe: + 65.000                  |
| 1992 | Unplugged Warner                                       | — | — | — | UK30 Gold · (4 Wo.)UK | US2 Platin · (… Wo.)US | Erstveröffentlichung: 25. August 1992 Verkäufe: + 275.000                 |
| 1997 | Live in Hyde Park Warner                               | — | AT1 (5 Wo.)AT | — | UK4 Gold · (16 Wo.)UK | US11 (… Wo.)US | Erstveröffentlichung: 4. August 1997 Verkäufe: + 65.000                   |
| 1999 | Clapton Chronicles: The Best of Warner                 | — | — | — | UK16 (9 Wo.)UK | US23 (… Wo.)US | Erstveröffentlichung: 12. Oktober 1999 Verkäufe: + 15.000                 |
| 1999 | A Benefit for the Crossroads Centre Warner             | — | — | — | UK11 Gold · (15 Wo.)UK | US14 Platin · (… Wo.)US | Erstveröffentlichung: 26. Oktober 1999 Verkäufe: + 190.000                |
| 2002 | One More Car, One More Rider Reprise                   | — | — | — | UK16 (2 Wo.)UK | US8 Platin · (… Wo.)US | Erstveröffentlichung: 4. November 2002 Verkäufe: + 125.000                |
| 2004 | Sessions for Robert J Reprise                          | — | — | — | — | US21 (… Wo.)US | Erstveröffentlichung: 7. Dezember 2004                                    |
| 2005 | Legends: Live at Montreux 1997 Eagle Vision            | — | — | — | — | — | Erstveröffentlichung: 3. September 2005                                   |
| 2006 | Live at Montreux 1986 Eagle Vision                     | DE99 (1 Wo.)DE | AT8 (1 Wo.)AT | — | UK23 (1 Wo.)UK | US20 Gold · (… Wo.)US | Erstveröffentlichung: 19. September 2006 Verkäufe: + 45.000               |
| 2009 | Live from Madison Square Garden Reprise                | DE— GoldDE | AT3 (6 Wo.)AT | CH5 (5 Wo.)CH | UK3 (17 Wo.)UK | US1 ×2Doppelplatin · (… Wo.)US | Erstveröffentlichung: 19. Mai 2009; mit Steve Winwood Verkäufe: + 225.000 |
| 2011 | Play the Blues: Live from Jazz at Lincoln Center Rhino | — | — | — | — | — | Erstveröffentlichung: 13. September 2011                                  |
| 2014 | Planes, Trains and Eric Eagle Vision                   | DE65 (1 Wo.)DE | AT4 (2 Wo.)AT | CH4 (3 Wo.)CH | UK3 (10 Wo.)UK | US1 (… Wo.)US | Erstveröffentlichung: 31. Oktober 2014 Verkäufe: + 3.200                  |
| 2015 | Slowhand at 70: Live Royal Albert Hall Eagle Vision    | DE— GoldDE | AT1 (22 Wo.)AT | CH1 (8 Wo.)CH | UK2 Gold · (123 Wo.)UK | US1 (… Wo.)US | Erstveröffentlichung: 13. November 2015 Verkäufe: + 50.000                |
| 2017 | Live in San Diego Warner                               | — | AT3 (5 Wo.)AT | CH3 (10 Wo.)CH | UK6 (10 Wo.)UK | — | Erstveröffentlichung: 10. März 2017                                       |
| 2017 | Life in 12 Bars – O.S.T. Universal                     | — | — | — | UK1 (19 Wo.)UK | — | Erstveröffentlichung: 8. September 2017                                   |
| 2021 | The Lady In The Balcony: Lockdown Sessions –           | — | AT1 (6 Wo.)AT | — | UK1 (84 Wo.)UK | — | Erstveröffentlichung: 12. November 2021                                   |

### Musikvideos
| Jahr | Titel                                        | Regie             |
| ---- | -------------------------------------------- | ----------------- |
| 1985 | Forever Man                                  | Lexi Godfrey      |
| 1985 | She’s Waiting                                | Jim Yukich        |
| 1986 | It’s in the Way That You Use It              | Oley Sassone      |
| 1986 | Love Like a Rocket (mit Bob Geldof)          | —                 |
| 1988 | After Midnight                               | Larry Jordan      |
| 1988 | Fight (No Matter How Long) (mit Bee Gees)    | —                 |
| 1989 | Pretending                                   | Caleb Deschanel   |
| 1989 | Bad Love                                     | Gavin Taylor      |
| 1990 | I Wish It Would Rain Down (mit Phil Collins) | Jim Yukich        |
| 1992 | Layla (Acoustic)                             | Milton Lage       |
| 1992 | Tears in Heaven                              | Lili Fini Zanuck  |
| 1992 | Running on Faith                             | Milton Lage       |
| 1992 | It’s Probably Me (mit Sting)                 | Richard Donner    |
| 1992 | Runaway Train (mit Elton John)               | Denise Thorne     |
| 1994 | Motherless Child                             | David Cameron     |
| 1995 | Love Can Build a Bridge                      | —                 |
| 1996 | Change the World                             | Peter Nydrle      |
| 1998 | My Father’s Eyes                             | Kevin Godley      |
| 1998 | Pilgrim                                      | Lili Fini Zanuck  |
| 1999 | Blue Eyes Blue                               | Richard Goldstein |
| 2001 | Riding with the King                         | Michael Haussman  |
| 2001 | I Ain’t Gonna Stand for It                   | —                 |
| 2014 | They Call Me the Breeze                      | —                 |

## Boxsets
| Jahr | Titel Musiklabel                                       | Höchstplatzierung, Gesamtwochen, AuszeichnungChartplatzierungen (Jahr, Titel, Musiklabel, Platzierungen, Wochen, Auszeichnungen, Anmerkungen) | Höchstplatzierung, Gesamtwochen, AuszeichnungChartplatzierungen (Jahr, Titel, Musiklabel, Platzierungen, Wochen, Auszeichnungen, Anmerkungen) | Höchstplatzierung, Gesamtwochen, AuszeichnungChartplatzierungen (Jahr, Titel, Musiklabel, Platzierungen, Wochen, Auszeichnungen, Anmerkungen) | Höchstplatzierung, Gesamtwochen, AuszeichnungChartplatzierungen (Jahr, Titel, Musiklabel, Platzierungen, Wochen, Auszeichnungen, Anmerkungen) | Höchstplatzierung, Gesamtwochen, AuszeichnungChartplatzierungen (Jahr, Titel, Musiklabel, Platzierungen, Wochen, Auszeichnungen, Anmerkungen) | Anmerkungen                                            |
| Jahr | Titel Musiklabel                                       | DE | AT | CH | UK | US | Anmerkungen                                            |
| ---- | ------------------------------------------------------ | --- | --- | --- | --- | --- | ------------------------------------------------------ |
| 1988 | Crossroads Polydor (Polygram)                          | — | — | — | — | US34 ×3Dreifachplatin · (26 Wo.)US | Erstveröffentlichung: April 1988 Verkäufe: + 3.003.000 |
| 1996 | Crossroads 2: Live in the Seventies Polydor (Polygram) | — | — | — | — | US137 (1 Wo.)US | Erstveröffentlichung: 2. April 1996                    |
| 2013 | Give Me Strength Polydor (UMG)                         | DE41 (1 Wo.)DE | — | — | — | — | Erstveröffentlichung: 10. Oktober 2013                 |
| 2023 | The Definitive 24 Nights Reprise Records (WMG)         | DE30 (1 Wo.)DE | — | CH27 (1 Wo.)CH | — | — | Erstveröffentlichung: 23. Juni 2023                    |

## Sonderveröffentlichungen
In einem Interview auf der DVD Planes, Trains and Eric von 2014, äußerte Clapton, dass er viele Stücke anonym oder unter einem Decknamen (zum Beispiel „X-Sample“ auf Retail Therapy) aufgenommen hat. Er sah sich seine eigene Statistik an und registrierte mehr als 300 Gastauftritte. Die hier aufgeführten Auftritte belaufen sich auf 141.
| Jahr | Interpret                   | Album                                         | Anmerkungen / Titel |
| ---- | --------------------------- | --------------------------------------------- | --- |
| 1966 | John Mayall                 | Lonely Years                                  | 7″-Schallplatte, Purdah Records #453502, Wiederveröffentlichung 2011 (US) |
| 1966 | Champion Jack Dupree        | From New Orleans to Chicago                   | auf Third Degree und Shim-Sham-Shimmy zusammen mit John Mayall |
| 1968 | The Beatles                 | The White Album                               | Gitarre für While My Guitar Gently Weeps, am 3. September 1968 |
| 1968 | Frank Zappa                 | Lumpy Gravy                                   | Sprechtexte |
| 1968 | Frank Zappa                 | We’re Only in It for the Money                | Sprechtexte |
| 1968 | George Harrison             | Wonderwall Music                              | Gitarrist auf Skiing |
| 1968 | Aretha Franklin             | Lady Soul                                     | Gitarre für Good to Me As I Am to You |
| 1968 | The Mothers of Invention    | We’re Only in It for the Money                | Sprechgesang auf Are You Hung Up? und Nasal Retentive Calliope Music |
| 1969 | The Plastic Ono Band        | Live Peace in Toronto 1969                    | als Gitarrist und Sänger (Blue Suede Shoes, Money, Dizzy Miss Lizzy, Yer Blues, Cold Turkey, Give Peace a Chance, Don’t Worry Kyoko (Mummy’s Only Looking For Her Hand in the Snow), John John (Let’s Hope for Peace)) |
| 1969 | John Mayall                 | Looking Back                                  | Leadgitarre auf Stormy Monday, nur auf der Decca UK-Veröffentlichung |
| 1969 | Martha Velez                | Fiends & Angels                               | sieben Titel zusammen mit Clapton (siehe Quelle) |
| 1969 | Jackie Lomax                | Is This What You Want?                        | Erstveröffentlichung: 21. März 1969, CD: 11. November 1991 |
| 1969 | Billy Preston               | That’s the Way God Planned It                 | auf Do What You Want und That’s the Way God Planned It |
| 1970 | King Curtis                 | Get Ready                                     | nur auf dem Titel Teasin’ |
| 1970 | Billy Preston               | Encouraging Words                             | auf den Songs Right Now und Encouraging Words |
| 1970 | George Harrison             | All Things Must Pass                          | als Gitarrist |
| 1970 | Stephen Stills              | Stephen Stills                                | Gitarrist auf dem Titel Go Back Home |
| 1970 | Leon Russell                | Leon Russell                                  | nur auf dem Titel Prince Of Peace |
| 1970 | Doris Troy                  | Doris Troy                                    | als Gitarrist |
| 1971 | Bobby Whitlock              | Bobby Whitlock                                | auf vier Titeln des Albums tätig |
| 1971 | Stephen Stills              | Stephen Stills 2                              | nur auf dem Titel Fishes and Scorpions |
| 1971 | Buddy Guy, Junior Wells     | Play the Blues                                | auf acht Titeln tätig, auf zehn der 2005-Veröffentlichung |
| 1971 | Dr. John                    | The Sun, Moon & Herbs                         | als Gitarrist |
| 1971 | Howlin’ Wolf                | The London Howlin’ Wolf Sessions              | als Gitarrist |
| 1971 | George Harrison             | The Concert for Bangla Desh                   | als Gitarrist |
| 1972 | James Luther Dickinson      | Dixie Fried                                   | auf dem Lied The Judgement zusammen mit Dr. John |
| 1972 | Bobby Whitlock              | Raw Velvet                                    | Gitarre auf Hello L.A., Bye Bye Birmingham und The Dreams Of A Hobo |
| 1972 | Plastic Ono Band            | Some Time in New York City                    | als Gitarrist der Plastic Ono Band |
| 1972 | Duane Allman                | An Anthology                                  | Gitarrist, Sänger, Slide-Gitarrist als Derek and the Dominos |
| 1972 | Buddy Guy & Junior Wells    | Plays the Blues                               | Gitarrist |
| 1973 | Various Artists             | Music from Free Creek                         | als Leadgitarrist, Bezeichnung als „King Cool“ |
| 1974 | Freddie King                | Burglar                                       | nur auf dem Titel Sugar Sweet |
| 1974 | George Harrison             | Dark Horse                                    | als Gitarrist auf dem Album tätig |
| 1975 | Arthur Louis                | Knockin’ on Heaven’s Door                     | auf 7 Titeln des Albums tätig |
| 1975 | Dr. John                    | Hollywood By the Name                         | als Percussionist mit Congas auf Reggae Doctor |
| 1975 | Bob Dylan                   | Desire                                        | auf dem Titel Romance In Durango zu hören |
| 1976 | Kinky Friedman              | Lasso from El Paso                            | Dobro auf den Titeln Kinky und Ol’ Ben Lucas |
| 1976 | Stephen Bishop              | Careless                                      | auf den Titeln Sinking In An Ocean Of Tears und Save It For A Rainy Day |
| 1976 | Ringo Starr                 | Ringo’s Rotogravure                           | auf dem Titel This Be Called A Song |
| 1976 | Joe Cocker                  | Stingray                                      | als Gitarrist auf dem Album vertreten |
| 1976 | Various Artists             | David Hamilton’s Hot Shots                    | Swing Low, Sweet Chariot aus There’s One in Every Crowd |
| 1977 | Pete Townshend, Ronnie Lane | Rough Mix                                     | Gitarre und Dobro auf vier Titeln |
| 1978 | The Band                    | The Last Waltz                                | Gitarre und Gesang auf Further On up the Road (live) + 4 Titeln |
| 1978 | Waylon Jennings             | White Mansions                                | als Gitarrist auf der Veröffentlichung tätig |
| 1978 | Rick Danko                  | Rick Danko                                    | nur auf dem Titel New Mexicoe |
| 1979 | George Harrison             | George Harrison                               | Gitarre auf dem Lied Love Comes to Everyone |
| 1979 | Marc Benno                  | Lost in Austin                                | als Gitarrist zusammen mit Albert Lee |
| 1979 | Danny Douma                 | Danny Douma                                   | nur auf dem Titel Hate You |
| 1979 | Alexis Korner               | The Party Album                               | Gitarre auf den Stücken Hey Pretty Mama und Stormy Monday Blues |
| 1980 | Ronnie Lane                 | See Me                                        | auf Lad’s Got Money, Barcelona und Way Up Yonder |
| 1980 | Stephen Bishop              | Red Cab To Manhattan                          | auf Little Moon und Sex Kittens Go to College |
| 1981 | John Martyn                 | Glorious Fool                                 | Mitwirkender auf Couldn’t Love You More |
| 1981 | Phil Collins                | Face Value                                    | Gitarre auf The Roof Is Leaking und If Leaving Me Is Easy |
| 1981 | Various Artists             | The Secret Policeman’s Ball                   | zu Gunsten von Amnesty International |
| 1982 | Gary Brooker                | Lead Me to the Water                          | Mitwirkender auf Home Lovin’ und Lead Me To The Water |
| 1983 | Ringo Starr                 | Old Wave                                      | auf Everybody’s in a Hurry But Me mit Joe Walsh und John Entwistle |
| 1984 | Various Artists             | The ARMS Concert – Parts I & II               | Benefizkonzerte, u. a. mit Jeff Beck und Jimmy Page |
| 1984 | Corey Hart                  | First Offense                                 | auf dem Titel Jenny Fey |
| 1984 | Christine McVie             | Christine McVie                               | auf dem Lied The Challenge tätig |
| 1984 | Roger Waters                | The Pros and Cons of Hitch Hiking             | Leadgitarre, Gesang, Synthesizer |
| 1985 | Gary Brooker                | Echoes in the Night                           | auf Echoes In The Night, veröffentlicht im September 1985 |
| 1986 | Carl Perkins                | Blue Suede Shoes: A Rockabilly Session        | aufgenommen in den Limehouse Studios, 21. Oktober 1985 |
| 1986 | Liona Boyd                  | Persona                                       | als Gitarrist auf Labyrinth tätig |
| 1986 | Bob Geldof                  | Deep in the Heart of Nowhere                  | Gitarre auf Love Like a Rocket und August Was a Heavy Month |
| 1986 | Lionel Richie               | Dancing on the Ceiling                        | als Gitarrist auf dem Album tätig |
| 1987 | Jon Astley                  | Everyone Love the Pilot                       | Mitwirkender auf Jane’s Getting Serious |
| 1987 | B.B. King & Friends         | B.B. King                                     | Gitarre und Gesang auf The Thrill Is Gone |
| 1987 | Chuck Berry                 | Hail! Hail! Rock ’n’ Roll                     | nur auf einem Titel Wee Wee Hours |
| 1987 | George Harrison             | Cloud Nine                                    | als Gitarrist auf dem Album tätig |
| 1987 | Sting                       | Nothing Like the Sun                          | auf dem Titel They Dance Alone |
| 1988 | Buckwheat Zydeco            | Taking it Home                                | Gitarrist auf Why Does Love Got to Be So Sad |
| 1988 | Tina Turner                 | Tina Live in Europe                           | Gitarre und Gesang auf Tearing Us Apart |
| 1989 | Phil Collins                | … But Seriously                               | als Gitarrist auf dem Song I Wish It Would Rain Down |
| 1991 | Johnnie Johnson             | Johnnie B. Bad                                | als Gitarrist auf dem Album tätig |
| 1991 | Richie Sambora              | Stranger in This Town                         | Gitarrist auf Mr. Bluesman |
| 1991 | Zucchero                    | Zucchero                                      | Gitarrist auf dem Stück Wonderful World |
| 1991 | The Rolling Stones          | Flashpoint                                    | Gitarre auf dem Song Little Red Rooster |
| 1991 | Elton John, Bernie Taupin   | Two Rooms                                     | für den Titel Border Song auf dem Album tätig |
| 1991 | Bob Dylan                   | I Shall Be Unreleased: The Songs of Bob Dylan | als Gast auf dem Album tätig |
| 1992 | George Harrison             | Live in Japan                                 | als Gitarrist und Sänger auf dem Album |
| 1992 | Elton John                  | The One                                       | Gitarre und Gesang auf Runaway Train |
| 1992 | Howlin’ Wolf                | The Chess Box                                 | als Gitarrist auf dem Titel Going Down Slow |
| 1993 | Jack Bruce                  | Somethin Els                                  | auf den Stücken Willpower und Ships in the Night |
| 1993 | Ray Charles                 | My World                                      | nur auf einem Titel None Of Us Are Free |
| 1993 | Kate Bush                   | The Red Shoes                                 | Mitwirkender auf And So is Love |
| 1993 | Sting                       | Ten Summoner’s Tales                          | Gitarre und Percussion auf It’s Probably Me |
| 1993 | Various Artists             | Stone Free: A Tribute to Jimi Hendrix         | nur auf dem Titel Stone Free |
| 1993 | Bob Dylan                   | The 30th Anniversary Concert                  | Gitarre und Gesang auf drei Titeln des Albums |
| 1994 | Various Artists             | A Tribute to Curtis Mayfield                  | Gitarre und Gesang auf dem Lied You Must Believe in Me |
| 1996 | Taj Mahal                   | Phantom Blues                                 | als Gastgitarrist auf dem Album |
| 1996 | Jerry Lynn Williams         | The Peacemaker                                | als Gitarrist auf dem Album tätig |
| 1996 | Luciano Pavarotti           | Pavarotti & Friends for War Child             | Gesang und Gitarre auf Run Baby Run und Third Degree |
| 1997 | Babyface                    | MTV Unplugged NYC 1997                        | featured als Gitarrist auf Change the World und Talk to Me |
| 1997 | B. B. King                  | Deuces Wild                                   | als Gast auf Rock Me Baby |
| 1998 | Alexis Korner               | Musically Rich and Famous                     | nur auf einem Titel Hey Pretty Mama |
| 1998 | Bill Wyman’s Rhythm Kings   | Struttin’ Our Stuff                           | nur auf einem Titel Melody |
| 1998 | The Tony Rich Project       | Birdseye                                      | als Mitwirkender auf vier Titeln |
| 1998 | The Band                    | Jubilation                                    | nur auf einem Titel Last Train to Memphis |
| 1999 | Sheryl Crow & Friends       | Live from the Central Park                    | Gitarre und Gesang auf White Room und Tombstone Blues |
| 1999 | Jimmy Rogers                | Blues Blues Blues                             | als Gitarrist und Sänger auf dem Album tätig |
| 1999 | Mary J. Blige               | Mary                                          | Gitarrist auf dem Titel Give Me You |
| 1999 | Carlos Santana              | Supernatural                                  | auf The Calling Jam und The Calling, ausgezeichnet mit einem Grammy |
| 1999 | Bill Wyman’s Rhythm Kings   | Anyway the Wind Blows                         | als Gitarrist auf dem Lied Gee Baby |
| 1999 | Ronnie Lane                 | April Fool                                    | als Gitarrist auf dem Album tätig |
| 2000 | Jimmy Page                  | Hip Young Guitar Slinger                      | Gitarrist und Sänger auf acht Kompositionen |
| 2001 | Various Artists             | Tommy: Original Soundtrack Recording          | Gitarre und Gesang auf Eyesight to the Blind |
| 2001 | Jools Holland               | Small World Big Band                          | nur auf dem Titel What Would I Do Without You |
| 2001 | Paul McCartney              | Driving Rain                                  | Live-Aufnahme des Stückes Freedom |
| 2002 | David Sanborn               | The Essentials                                | Mitwirkender auf dem Album |
| 2002 | Bob Dylan                   | Doin Dylan, Vol.2                             | auf dem Album tätig |
| 2003 | Jools Holland               | Small World Big Band Friends 3                | auf den Titeln Message to My Son und Mabel |
| 2003 | Willie Nelson               | Live and Kickin’                              | Duett mit Nelson auf dem Song Night Life |
| 2003 | Various Artists             | Concert for George                            | Programmleiter, Gitarrist, Sänger |
| 2003 | Ringo Starr                 | Ringo Rama                                    | auf Never Without You und Imagine Me There |
| 2003 | Various Artists             | An Interpretation of Stevie Wonder’s Songs    | Gesang und Gitarre auf Higher Ground |
| 2004 | Toots & the Maytals         | True Love                                     | nur auf dem Titel Pressure Drop |
| 2004 | Joe Cocker                  | Heart & Soul                                  | Gitarre auf dem Titel I Put A Spell On You |
| 2004 | Zucchero                    | Zu & Co: Live at the Royal Albert Hall        | Gitarre auf Hey Man und A Wonderful World |
| 2004 | Rod Stewart                 | Stardust: The Great American Songbook         | auf dem Titel Blue Moon |
| 2004 | The Crickets                | The Crickets and Their Buddies                | als mitwirkender Interpret auf dem Album |
| 2004 | Various Artists             | Power of Soul – A Tribute to Jimi Hendrix     | auf dem Titel Burning of the Midnight Lamp |
| 2005 | B.B. King & Friends         | A Night Of Blistering Blues                   | Gitarrist auf dem Album |
| 2005 | B.B. King & Friends         | 80                                            | auf dem Titel The Thrill Is Gone |
| 2005 | Les Paul                    | American Made World Played                    | Gitarrist auf dem Album |
| 2005 | Bob Marley                  | Africa Unite: The Singles Collection          | auf Slogans |
| 2005 | Status Quo                  | Status Quo & Friends                          | auf dem Titel Snake Drive |
| 2006 | Sam Moore                   | Overnight Sensational                         | auf dem Titel You Are So Beautiful |
| 2006 | Jerry Lee Lewis             | Last Man Standing                             | Gitarrist auf dem Titel Trouble in Mind |
| 2006 | Robert Randolph             | Colorblind                                    | Gitarre auf dem Lied Jesus is Just Alright |
| 2007 | Sheryl Crow                 | Hits and Rarities                             | nur auf dem Titel Run, Baby, Run |
| 2008 | Steve Winwood               | Nine Lives                                    | auf dem Titel Dirty City |
| 2008 | Dr. John                    | The City That Care Forgot                     | mitwirkender Interpret auf dem Album |
| 2008 | Buddy Guy                   | Skin Deep                                     | mitwirkender Interpret auf dem Album |
| 2008 | David Sanborn               | Here and Gone                                 | Gitarre und Gesang auf dem Album |
| 2009 | J. J. Cale                  | Roll On                                       | Gitarre und Gesang auf dem Titel Roll On |
| 2010 | Jerry Lee Lewis             | Mean Old Man                                  | auf dem Titel You Can Have Her |
| 2011 | Robbie Robertson            | How to Become Clairvoyant                     | auf sieben Titeln, Bonustracks und Collectors Edition |
| 2011 | Chris Barber                | Memories of My Trip                           | nur auf dem Titel Weeping Willow |
| 2011 | Paul Wassif                 | Looking Up Feeling Down                       | auf Please Don’t Leave und Southbound Train |
| 2012 | Paul McCartney              | Kisses on the Bottom                          | Gitarre auf My Valentine |
| 2013 | Bobby Whitlock              | Where There’s a Will, There’s a Way           | fünf Titel als Gitarrist, ein Titel als Bassist |
| 2014 | Various Artists             | Bob Dylan: 30th Anniversary Concert           | auf drei Titeln als Gitarrist und Sänger |
| 2016 | The Rolling Stones          | Blue & Lonesome                               | auf zwei Titeln als Gitarrist |
| 2022 | Ozzy Osbourne               | Patient Number 9                              | Song One Of Those Days |

## Statistik

### Chartauswertung
|                     | DE     | AT     | CH     | UK     | US     |
| ------------------- | ------ | ------ | ------ | ------ | ------ |
| Nummer-eins-Alben   | DE—DE  | AT2AT  | CH2CH  | UK1UK  | US3US  |
| Top-10-Alben        | DE21DE | AT15AT | CH18CH | UK18UK | US16US |
| Alben in den Charts | DE48DE | AT31AT | CH35CH | UK42UK | US48US |

|                       | DE     | AT    | CH    | UK     | US     |
| --------------------- | ------ | ----- | ----- | ------ | ------ |
| Nummer-eins-Singles   | DE—DE  | AT—AT | CH—CH | UK1UK  | US1US  |
| Top-10-Singles        | DE1DE  | AT2AT | CH1CH | UK3UK  | US6US  |
| Singles in den Charts | DE12DE | AT8AT | CH9CH | UK32UK | US23US |

|                          | DE    | AT    | CH    | UK     | US     |
| ------------------------ | ----- | ----- | ----- | ------ | ------ |
| Nummer-eins-Videoalben   | DE—DE | AT2AT | CH1CH | UK2UK  | US3US  |
| Top-10-Videoalben        | DE—DE | AT7AT | CH4CH | UK9UK  | US7US  |
| Videoalben in den Charts | DE—DE | AT7AT | CH4CH | UK14UK | US13US |

### Auszeichnungen für Musikverkäufe
| Land/RegionAuszeichnungen für Musikverkäufe (Land/Region, Auszeichnungen, Verkäufe, Quellen) | Silber       | Gold         | Platin         | Diamant     | Verkäufe     | Quellen |
| -------------------------------------------------------------------------------------------- | ------------ | ------------ | -------------- | ----------- | ------------ | --- |
| Argentinien (CAPIF)                                                                          | —            | 5× Gold5     | 5× Platin5     | —           | 430.000      | capif.org.ar (Memento vom 6. Juli 2011 im Internet Archive) AR2 (Memento vom 20. August 2011 im Internet Archive)                     |
| Australien (ARIA)                                                                            | —            | 4× Gold4     | 24× Platin24   | —           | 1.323.000    | aria.com.au |
| Belgien (BRMA)                                                                               | —            | 2× Gold2     | 2× Platin2     | —           | 250.000      | ultratop.be |
| Brasilien (PMB)                                                                              | —            | 12× Gold12   | 4× Platin4     | —           | 1.565.000    | pro-musicabr.org.br |
| Chile (IFPI)                                                                                 | —            | Gold1        | —              | —           | 15.000       | Einzelnachweise |
| Dänemark (IFPI)                                                                              | —            | 4× Gold4     | 4× Platin4     | —           | 465.000      | ifpi.dk |
| Deutschland (BVMI)                                                                           | —            | 13× Gold13   | 6× Platin6     | —           | 3.005.000    | musikindustrie.de |
| Europa (IFPI)                                                                                | —            | —            | 10× Platin10   | —           | (10.000.000) | ifpi.org (Memento vom 1. Januar 2014 im Internet Archive)                                                                             |
| Finnland (IFPI)                                                                              | —            | 5× Gold5     | —              | —           | 175.732      | ifpi.fi |
| Frankreich (SNEP)                                                                            | Silber1      | 9× Gold9     | 4× Platin4     | —           | 978.500      | infodisc.fr snepmusique.com |
| Hongkong (IFPI/HKRIA)                                                                        | —            | Gold1        | 2× Platin2     | —           | 50.000       | ifpihk.org |
| Indien (IMI)                                                                                 | —            | Gold1        | —              | —           | 50.000       | Einzelnachweise |
| Irland (IRMA)                                                                                | —            | —            | 2× Platin2     | —           | 45.000       | irishcharts.ie |
| Italien (FIMI)                                                                               | —            | 6× Gold6     | 4× Platin4     | —           | 695.000      | fimi.it |
| Japan (RIAJ)                                                                                 | —            | 7× Gold7     | 13× Platin13   | 3× Diamant3 | 6.697.505    | riaj.or.jp JP2 |
| Kanada (MC)                                                                                  | —            | 8× Gold8     | 18× Platin18   | Diamant1    | 2.825.100    | musiccanada.com |
| Malaysia (RIM)                                                                               | —            | Gold1        | —              | —           | 25.000       | Einzelnachweise |
| Mexiko (AMPROFON)                                                                            | —            | Gold1        | 3× Platin3     | —           | 850.000      | Einzelnachweise |
| Neuseeland (RMNZ)                                                                            | —            | 7× Gold7     | 45× Platin45   | —           | 902.500      | aotearoamusiccharts.co.nz NZ2 (Memento vom 24. Juli 2011 im Internet Archive) NZ3 (Memento vom 28. Juli 2011 im Internet Archive) NZ4 |
| Niederlande (NVPI)                                                                           | —            | 4× Gold4     | 6× Platin6     | —           | 755.000      | nvpi.nl |
| Norwegen (IFPI)                                                                              | 2× Silber2   | 2× Gold2     | Platin1        | —           | 150.000      | ifpi.no (Memento vom 5. November 2012 im Internet Archive)                                                                            |
| Österreich (IFPI)                                                                            | —            | 6× Gold6     | 5× Platin5     | —           | 390.000      | ifpi.at |
| Polen (ZPAV)                                                                                 | —            | 4× Gold4     | 3× Platin3     | —           | 175.000      | olis.pl |
| Rumänien (UFPR)                                                                              | —            | Gold1        | —              | —           | 10.000       | Einzelnachweise |
| Schweden (IFPI)                                                                              | —            | 2× Gold2     | 3× Platin3     | —           | 370.000      | sverigetopplistan.se |
| Schweiz (IFPI)                                                                               | —            | 13× Gold13   | 2× Platin2     | —           | 415.000      | hitparade.ch |
| Singapur (RIAS)                                                                              | —            | —            | Platin1        | —           | 15.000       | Einzelnachweise |
| Spanien (Promusicae)                                                                         | —            | 7× Gold7     | 7× Platin7     | —           | 990.000      | elportaldemusica.es ES2 ES3 |
| Südkorea (KMCA)                                                                              | —            | —            | —              | —           | 200.000      | Einzelnachweise |
| Taiwan (RIT)                                                                                 | —            | Gold1        | —              | —           | 25.000       | Einzelnachweise |
| Thailand (TECA)                                                                              | —            | —            | Platin1        | —           | 50.000       | Einzelnachweise |
| Ungarn (MAHASZ)                                                                              | —            | —            | Platin1        | —           | 20.000       | slagerlistak.hu |
| Vereinigte Staaten (RIAA)                                                                    | —            | 20× Gold20   | 59× Platin59   | Diamant1    | 63.837.867   | riaa.com |
| Vereinigtes Königreich (BPI)                                                                 | 15× Silber15 | 22× Gold22   | 15× Platin15   | —           | 8.790.000    | bpi.co.uk |
| Insgesamt                                                                                    | 18× Silber18 | 169× Gold169 | 250× Platin250 | 5× Diamant5 |              | |